# Коберский, Марцин
Ма́рцин Кобе́рский (пол. Marcin Kobierski; 13 апреля 1977, Члухув) — польский гребец-каноист, выступал за сборную Польши во второй половине 1990-х — первой половине 2000-х годов. Участник летних Олимпийских игр в Атланте, двукратный чемпион мира, серебряный и бронзовый призёр чемпионатов Европы, победитель многих регат национального и международного значения.

## Биография
Марцин Коберский родился 13 апреля 1977 года в городе Члухуве Поморского воеводства. Активно заниматься греблей начал с раннего детства, проходил подготовку в местном спортивном клубе «Пиаста».
Благодаря череде удачных выступлений удостоился права защищать честь страны на летних Олимпийских играх 1996 года в Атланте — вместе с напарником Павлом Барашкевичем стартовал в каноэ-двойках на дистанции 500 метров, но сумел дойти лишь до стадии полуфиналов, где показал на финише девятый результат.
Первого серьёзного успеха на взрослом международном уровне Коберский добился в 2001 году, когда попал в основной состав польской национальной сборной и побывал на чемпионате Европы в Милане, откуда привёз награду бронзового достоинства, выигранную в зачёте четырёхместных каноэ на дистанции 500 метров. Также в этом сезоне выступил на домашнем чемпионате мира в Познани, где в двойках на тысяче метрах обогнал всех своих соперников и завоевал тем самым золотую медаль.
В сезоне 2002 года в километровой программе каноэ-двоек Марцин Коберский получил серебро на европейском первенстве в венгерском Сегеде и в той же дисциплине защитил чемпионское звание на мировом первенстве в испанской Севилье. Рассматривался как основной кандидат на участие в Олимпийских играх в Афинах, однако в 2003 году в его крови был обнаружен запрещённый анаболический стероид нандролон, в результате чего спортсмена дисквалифицировали и отстранили от соревнований сроком на два года.